# Jacques du Fouilloux

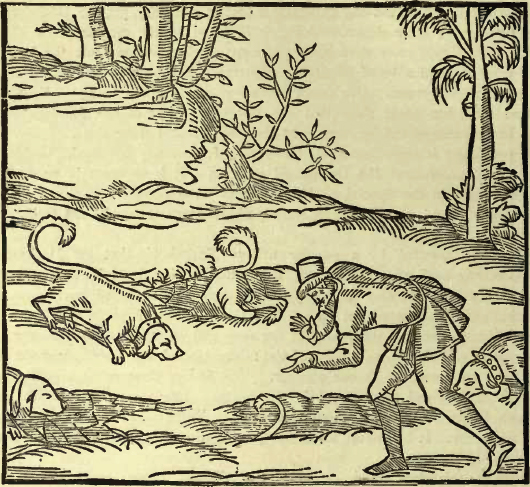
Ausschnitt aus der Vénerie von Jacques du Fouilloux (1561)

Jacques du Fouilloux (* September 1519; † 5. August 1580) war ein französischer Jagdwissenschaftler und Schriftsteller.

## Leben und Werk
Jacques du Fouilloux war der Herr von  Saint-Martin-du-Fouilloux (westlich von Poitiers). 1561 widmete er König Karl IX. sein einziges Buch, eine Abhandlung über das Jagdwesen (französisch: vénerie), die, wenn auch nicht die erste ihrer Art, durch Klarheit im Technischen, Genauigkeit im Sprachlichen und Lebendigkeit im Literarischen gefiel und 1590 auch ins Deutsche übersetzt wurde. Der Jesuit Étienne Binet schlachtete diese Quelle 1621 in seinem weit verbreiteten Essay des merveilles de nature et des plus nobles artifices, pièce très-nécessaire à tous ceux qui font profession d’éloquence aus und vermittelte so ihren Inhalt an spätere Generationen weiter. Schon die Zeitgenossen Pierre de Ronsard, Étienne Jodelle, Amadis Jamyn und Jean Passerat entnahmen ihr Wortschatz.

## Werke (Auswahl)
- La Vénerie de Jacques Du Fouilloux,... Plusieurs receptes et remèdes pour guérir les chiens de diverses maladies. Plus l’Adolescence de l’autheur (et la Complainte du cerf à M. Du Fouilloux, par Guillaume Bouchet). De Marnefz et Bouchetz frères, Poitiers 1561.
  - (wissenschaftliche Ausgabe) Gunnar Tilander (Hrsg.): Jacques Du Fouilloux. La vénerie. L’adolescence. Stockholm 1967.
  - (deutsch)  Neu Jägerbuch Jacoben von Fouilloux einer fürnemen Adelsperson inn Franckreich auss Gastine in Poitou: darinn gründtlich beschriben u. zufinden vom Jäger, d. Jagten anfang, d. Jägers Horn u. Stimm, wie er sich deren auff d. Jagt recht gebrauchen u. artige Hifft Blasen soll u. was zu jedem sonst bes. mehr erfordert wirt; erst frisch von neuem auss d. Frantz. in gut Weydmänn. Teutsch allen Jägern u. Weydmannen zu guutem verteutscht u. vertirt. B. Jobin, Straßburg 1590. Satyr, Brensbach 1978. Fourier, Wiesbaden 1979. (übersetzt von Johann Wolff)